# Carpe Noctem (Angel)
Carpe Noctem conocido en América Latina como Cambio de Cuerpos y en España como Carpe Noctem es el cuarto episodio de la tercera temporada de la serie de televisión estadounidense Ángel. Escrito por Scott Murphy y dirigido por James A. Contner. Se estrenó originalmente el 15 de octubre de 2001.
En este episodio Ángel cambia de cuerpo con anciano mujeriego que trata de habitar su cuerpo para siempre, aun si para eso tiene que eliminar su cuerpo envejecido habitado por el vampiro con alma. 

## Argumento
Mientras Investigan las extrañas muertes de unos hombres jóvenes que murieron porque su fuerza vital se esfumó. Ángel se ve envuelto en un gran problema cuando su amistad con Fred se vuelve confusa para Fred, quien al parecer está enamorándose de él.
Durante la investigación al gimnasio al que pertenecieron ambas víctimas. Ángel confronta a un anciano en una casa de retiro, quien resulta ser un brujo que con un hechizo cambia de cuerpo con Ángel. Sin levantar sospechas en ninguno de los miembros de Investigaciones Ángel a pesar de su comportamiento completamente diferente. Marcus trata de disfrutar del cuerpo de Ángel, coqueteando con Cordelia pero esta le comenta que debe tener una platica con Fred para hablar de sus sentimientos, (ya que la chica no ha dejado de estar ilusionada con la relación que los dos han llevado desde que se conocieron en Pylea). Marcus cree que Ángel es homosexual y trata a Wesley como si el fuera Fred, aunque cuando descubre quien es Fred en realidad, el mujeriego en el cuerpo del vampiro invita a la chica a cenar, mientras destruye el expediente con los archivos de la investigación de las muertes de los jóvenes. 
Al Hotel no tarda en llegar Lilah quien ha venido a hacer las paces con "Ángel" al entregarle documentos que lo ayudaran a lidiar con Gavin Park. Marcus le coquetea a Lilah y los dos comienzan a entregarse en cuerpo, ante el asombro de Fred quien queda lastimada con la "traición" de su amigo. Antes de llegar a algo, Marcus (en el cuerpo de Ángel) se transforma sin querer en un vampiro para el descontento de Lilah quien se va enfurecida del hotel. Al percatarse que ha usurpado el cuerpo de un ser inmortal, Marcus queda fascinado y usa su nuevo cuerpo para coquetearle a una chica en un bar y golpear a su novio de forma violenta.       
Mientras tanto en la casa de retiro, Ángel en el cuerpo de Marcus trata varias veces de escapar pero no puede debido a las amistades que tiene el anciano en el asilo, así como también una enfermedad en el corazón. En el Hyperion Cordy encuentra a una devastada Fred y tras reunirse con Wesley y Gunn, todos descubren que el cuerpo del vampiro con alma ha sido usurpado por alguien del asilo que está al lado del gimnasio de donde vienen las otras víctimas.
Marcus (en el cuerpo de Ángel) visita el asilo, haciéndose pasar por "su hijo" para matar a Ángel en su cuerpo y así habitarlo por siempre, y que está determinado a actuar como un auténtico vampiro. Ángel (en el cuerpo de Marcus) hace todo lo posible por resistir a sus ataques, hasta que al asilo llegan el resto de IA y anulan el hechizo, para rescatar a su amigo.    
En el Hyperion, Ángel le comenta a Fred que no puede enamorarse por su maldición, algo que Fred entiende. Cordelia interrumpe la conversación para avisarle a Ángel que Buffy está viva, dejando a Ángel emocionado y a Fred confundida. 

## Elenco

### Principal
- David Boreanaz como Ángel.
- Charisma Carpenter como Cordelia Chase.
- Alexis Denisof como Wesley Wyndam-Pryce.
- J. Agust Richards como Charles Gunn.
- Amy Acker como Fred Burkle.

## Continuidad
- Angel y su equipo descubren que Buffy está viva por una llamada telefónica de Willow.
- Crossover con Buffy: Tras enterarse de la resurrección de Buffy, Angel llama a la residencia Summers en el episodio Flooded para encontrarse. Los eventos ocurridos en su encuentro permanecen como misterio; ya que lo relatado en el cómic Reunión, no son más que especulaciones de los scoobies.
- Se revela que Fred ha estado enamorada de Ángel desde que se conocieron en Pylea, también descubre de la existencia de Ángelus y la relación que Ángel tiene con Buffy.
- Ángel menciona que su equipo entero lo tachan de ser un sujeto aguafiestas y solitario.
- Angel se molesta con Cordelia porque ella lo llamó un eunuco, el mismo apodo que le puso el Sr. Bryce al vampiro en Guise Will Be Guise